# Freja
 For alternative betydninger, se Freja (flertydig). (Se også artikler, som begynder med Freja)
Freja (norrønt: Freyja) var den vigtigste frugtbarhedsgudinde i den nordiske mytologi. Hun blev også opfattet som kærlighedsgudinde i erotisk og svangerskabsmæssig forstand, og hun var i vikingetiden den vigtigste kvindelige guddom, måske som den ældre gudinde Nerthus' arvtager i Norden. Måske gled hendes skikkelse og dyrkelsen af hende over i Maria-dyrkelsen i løbet af middelalderen.
Udover frugtbarhed og elskov blev hun associeret med død, krig, magi, profeti og rigdom, ligesom der er uklare forbindelser til valkyrierne; fx fortælles det at hun delte valen med Odin, så halvdelen af de døde kommer til hendes gård Folkvang, mens den anden halvdel kom til Valhalla. Vanerne rådede for sejd og frugtbarhed, og da Freja var af vaneslægt, var det hende, der lærte Odin og de andre aser sejd. I Ynglingatal kaldes hun "blotgydje".
Der er ikke overleveret nogen myter, hvor Freja er hovedperson, men kenninge i skjaldedigte og mytefragmenter i andre tekster tolkes som tegn på, at der har eksisteret flere. Hun tilhører vanernes slægt, er søster til frugtbarhedsguden Frej og datter af Njord. Efter den store krig mellem aser og vaner blev hun, sammen med Njord og Frej, udvekslet som gidsel og kom til at bo blandt aserne. Hendes mand hedder Od, men han beskrives som fraværende.
I de skriftlige overleveringer associeres Freja ofte med guld, og hun ejer halssmykket Brísingamen. I norrøn kultur var rigdom og frugtbarhed nært forbundet, og hendes glæde for guld og smykker afspejlede hendes funktion som frugtbarhedsgud. 
Hun beskrives også som den skønneste af alle gudinder, og menneskene bad til hende for lykke og kærlighed, for assistance i forbindelse med fødsler, samt for en god høst. Hendes eros betyder, at hun begæres af både dværge og jætter.

## Karakteristik
Freja er ikke hovedperson i nogen af de bevarede eddamyter, men mange kenninger i skjaldedigte er relateret til hende. Det tyder på, at skjaldene har kendt flere nu tabte myter om hende. Dertil kommer fragmenter af myter, der er blevet overleveret i andre tekster. I den islandske litteratur knyttes Freja først og fremmest til frugtbarhed, kærlighed og elskov. Den svenske religionsforsker Britt-Mari Näsström mener, at der er en klar forbindelse mellem hende og mange af de gudinder, der blev dyrket i det indoeuropæiske område, heriblandt Durga, Ereshkigal, Sekhmet, Menhit, Bast, Anat, Ashera, Nana, Kybele og Rhea. Ligesom Freja bliver disse gudinder fulgt af kattedyr og knyttet til krig, men først og fremmest er de kærlighedsgudinder. På den baggrund har Näsström karakteriseret Freja som ’’Nordens Store gudinde’’. Den norske religionsforsker, Gro Steinsland, mener imidlertid, at denne sammenligning ikke er helt klar. For selvom hun ofte karakteriseres som frugtbarhedsgudinde, så blev Freja hverken knyttet til jorden eller moderskabet, Steinsland mener derfor, at hun ikke var en nordisk parallel til Terra Mater eller Store Modergudinde. Frejas katte omtales kun i et digtfragment af Ulv Uggason, der refereres af Snorre Sturlason. Anne Holtsmark mener, at det kan være inspireret af fx Kybelemyten fra Middelhavsområdet, og ikke en oprindelig nordisk forestilling.
Sammen med Frigg var Freja den vigtigste gudinde i mytologien, i Gylfaginning beskrives hun som lige så eller næsten lige så fornem som Odins hustru Frigg. I religionen har Freja i vikingetiden dog haft meget større betydning end Frigg, som i eddamyterne er en noget tåget figur. I Droplaugarsona saga findes en beskrivelse af et tempel i Ölvusvatn, Island. Her var Frigg og Freja placeret på højsæder overfor Thor og Yngve. Disse statuer var draperet og ornamenteret med guld og sølv. Arkæologiske fund af kvindefigurer der bærer halsmykker er sandsynligvis fremstillinger af Freja.
Frejas ægteskabelige status er omdiskuteret. Det fortælles at hun var blevet gift med Od, men han er siden forsvundet, og Freja sidder tilbage og græder over tabet. Steinsland har foreslået, at fraværet og savnet kan være en mytologisk repræsentation for årstidernes skiften. Margaret Clunies Ross mener, at Od kan være en hypostase af Odin, etymologisk er deres navne nært beslægtede, og dermed var Freja hans frille. Hilda Ellis Davidson ser en sådan forbindelse som tegn på, at Freja og Frigg i en ældre periode har været én og samme guddom. Andre har dog knyttet Od til andre guder, fx Hermod eller den Ottar, der optræder i digtet Hyndlaljód. Både Clunies Ross og Steinsland mener, at Freja ikke bare er knyttet til Odin gennem Od, men også gennem sejdkunsten. Af fortællingerne om krigen mellem aser og vaner fremgår det, at Freja var en stor sejdmester, og hun lærte Odin kunsten. I den egenskab kan hun også være identisk med Gullveig, der spiddes af aserne i Vølvens Spådom, efter at hun har lært Asgårds kvinder sejden. Frejas og Ods fælles børn, Hnoss og Gersemi, ligner derimod litterære konstruktioner, sandsynligvis er de Snorres eget påfund.
Det fortælles også at hun deler valen med Odin, så halvdelen af de døde kommer til hendes gård Folkvang. I Gylfaginning (kapitel 23) skriver Snorre, at "…naar hun rider til Kamp, ejer hun den halve Val,…". I Njals saga omtales Freja som Valfreyja (Valens frue), ligesom hun i flere tekster knyttes til valkyrierne, dem der udvalgte de faldne for Odin. I Egil Skallagrimsons saga truer Egils datter Þorgerðr med at begå selvmord efter brorens død ved at sige: …og jeg vil intet tage i munden (dvs. spise) før jeg er hos Freja. Dette afspejler en forventning om, at man kunne komme til Freja efter døden. Omtalen af Folkvang som dødsrige er imidlertid sparsom, og Steinsland har derfor foreslået, at det måske var kvinderne hun modtog, dvs. halvdelen af befolkningen generelt og ikke blot af krigerne på slagmarken. Andre har foreslået, at Odin modtog de angribende krigere, mens Freja modtog dem, der forsvarede deres land eller familie.
I Heimskringla optræder Freja som en mytologisk svensk prinsesse, da hendes far Njord I fortællingen er Sveriges anden konge. Hendes bror Yngve er den tredje. Her omtales Frejas mor også som Njords tvillingesøster, som muligvis er identisk med den germanske gudinde Nerthus. Hos vanerne havde man haft en tradition for, at søskende giftede sig.

## Oprindelse og mulige paralleller
Navnet Freja stammer fra et oldgermansk ord, der betyder "fruen". Denne forbindelse er lingvistisk rekonstrueret på baggrund af ord i beslægtede germanske sprog; på gotisk kendes 'fráujo, norrønt frú oldhøjtysk frouwa og angelsaksisk frea, alle ord der kan oversættes til moderne dansk med ordet frue. Ordet er en parallel til den latinske betegnelse "domina", der gennem fransk dame senere er blevet indlånt i dansk.
Det er blevet foreslået, at Freja er en direkte mytologisk efterkommer af gudinden Nerthus. Det var en gudinde, som de romerske forfatter Tacitus i 1. århundrede e.v.t. knyttede til flere germanske stammer. Det er blevet fastslået på baggrund af etymologiske studier at hendes navn er beslægtet med den yngre nordiske guddom Njörðr (Njord). Snorre fortæller at Njord havde været gift med sin egen søster, og at de sammen fik børnene Frej og Freja. Det har ført til spekulationer om, at dette sekundære par, hvis navne egentlig blot betyder "Herren" og "Fruen", i virkeligheden er en emanation af et ældre par frugtbarhedsguder. Andre forhold peger også på en forbindelse, fx Frejas vogn, da Tacitus omtaler en vogn, der var et centralt element i dyrkelsen af Nerthus.
Flere sydgermanske kilder er blevet tolket som tegn på, at gudinderne Frigg og Freja tidligere har været den samme. I et tysk manuskript fra Merseburg, der stammer fra 9. eller 10. århundrede, er der bevaret to trylleformularer. I den ene omtales en figur kaldet Frîia or Frûa (Frôwa), som lægger en besværgelse på Balders og Wodans (Odins) sårede hest. Det er blevet foreslået, at denne figur er identisk med den nordiske Freja, mens andre mener, at det er en sydgermansk udgave af Frigg. En figur med et lignende navn, Frea, optræder også i Origo Gentis Langobardorum fra 7. århundrede. Hun beskrives som en kærlighedsgudinde. I Historia Langobardorum af Paulus Diaconus optræder gudinden Frea som Godans (Odins) hustru, som i nordiske kilder ellers er Frigg. Nogle af teorierne om Frejas og Friggs fælles ophav bygger på lingvistiske analyser, andre på det faktum, at der ellers ikke kendes nogen paralleller i det sydgermanske område til den nordiske Freja. Andre afviser denne teori på baggrund af at de to gudinder optræder som to klart adskilte figurer i de nordiske kilder.

### Andre navne
Ifølge Snorre Sturlasons Yngre Edda var Freja også kendt under andre navne:
- Vanadís, som betyder "vanernes dís" eller "smukke gudinde" (väna (mod. da.: væn)) betyder smuk;[kilde mangler]
- Mardöll, betyder "hav-skinnende" (mar (mod. da.: "hav", döll: femininum af dallr "strålende lys", jf. Heimdallr));[kilde mangler]
- Hörn, er et navn, der sandsynligvis er relateret til ordet hörr (mod. da.: "hør", "linned");
- Gefn, betyder "giveren", passende titel for en frugtbarhedsgudinde.[35]
- Sýr, betyder "so", illustrerer associationen mellem vaner, svin og frugtbarhed.[35]

## Ejendele
Fysiske attributter, herunder ejendele og boliger, var vigtige markører af gudernes karakterer og roller. De ejendele og genstande, som knyttes til Freja i myterne, var med til at definere hendes plads i mytologien. Hendes vigtigste attribut var det gyldne halssmykke Brísingamen. Navnets betydning er usikker, bl.a. er det blevet foreslået at Brisinga betyder flammende/funklende, og -men: betyder halskæde. En halskæde fungerede sandsynligvis som et værdighedstegn for kvinder. I Skáldskaparmál (kapitel 31) fortælles det, at fornemme kvinder ofte bærer stenkæder, for at markere deres sociale status, som forklaring på at kvinder i digte kan omtales som juveler eller agater. Brísingamen var derfor givetvis en mytologisk repræsentation af denne type smykker. I nogle tekster er det dog Frigg, der ejer Brísingamen.
Freja ejer også en fugleham, der gør den der bærer den i stand til at tage form af enhver fugl og flyve mellem verdnerne. Den blev kaldt Valshamr, hvilket kan oversættes til "høgens ham", "falkeskind". Samme magiske klædning tilskrives Frigg i andre fortællinger.
Snorre fortæller i Heimskringla, at Freja ofte kører i en vogn trukket af store katte; fx ankommer hun i den til Balders begravelse. Det er imidlertid usikkert om denne beskrivelse bygger på gamle forestillinger, eller om det er forfatterens eget påfund inspireret af Kybelemyten eller andre lignende gudinder fra Middelhavsområdet. Senere folklore tyder på, at det har været en mere udbredt forestilling; fx refererer Jakob Grimm til en tradition om at en brud sørger godt for katten inden hun tager til sit bryllup for ikke at fornærme kærlighedsgudinden.
I digtet Hyndluljóð bruger Freja ornen Hildisvini (Kampsvin) som ridedyr. Senere i digtet afsløres det, at svinet i virkeligheden er hendes protegé, Óttar, der midlertidigt er omformet så han ligner et svin. Hildisvini er en parallel til broren Frejs galt Gyldenbørste.[kilde mangler]

## Skriftlige kilder

### Ældre Edda
Freja optræder i flere af myterne fra Ældre Edda, der er en samling af digte komponeret mellem ca. 9. og 11. århundrede og nedskrevet i 12. eller 13. århundrede.
Grímnismál:

Digtet Grímnismál ("Grímnirs tale", Grímnir er et dæknavn for Odin) indeholder en strofe, hvor tolv af de mægtigste af gudernes boliger beskrives. Frejas gård Fólkvangr er et af dem:
| Fólkvangr er inn níundi, en þar Freyja ræðr sessa kostum í sal; halfan val hon kýss hverjan dag, en halfan Óðinn á. | Folkvang er den niende; der råder Frøja for Sæder i Sal. Den halve Val hun vælger hver dag; den halve er Odins Eje. |  |

Navnet Fólkvangr betyder direkte oversat "Folke-mark" eller "Hær-mark"). Navnet på hendes hal, Sessrúmnir, betyder "Sæde-rummelig". Disse navne kan tolkes som tegn på, at Frejas gård blev opfattet som en parallel til Valhalla, der husede einherjerne, Odins hær af dødninge, som forberedte sig på Ragnarök. Dette kan støtte teorien om Freja som dødsgudinde (se ovenfor).

### Völuspá
Völuspá ("Vølvens Spådom") er det første og et af de mest betydningsfulde i Ældre Edda. I digtets rammefortælling fortæller en Vølve sin spådom om verdens skæbne helt fra skabelsen til undergangen. Freja omtales kort:
| 25. Þá gengu regin öll á rökstóla, ginnheilög goð, ok um þat gættusk, hverjir hefði loft allt lævi blandit eða ætt jötuns Óðs mey gefna. 26. Þórr einn þar vá þrunginn móði, - hann sjaldan sitr - er hann slíkt of fregn -: á gengusk eiðar, orð ok særi, mál öll meginlig, er á meðal fóru. | 29. Da gik alle Guder, de hellige, gode, til Dommersæde for der at rådslå om, hvo der havde ondt i Æthren blandet og givet Ods Mø til Jætters Æt. 30. Vingthor ene slog i vrede; sjælden han sidder, når sligt han spörger. Eder brødes, Ord og Løfter, Tro og Love mellem Mand og Mand. |  |

Disse to strofer refererer muligvis til den situation, der også gengives i myten om byggeriet af muren omkring Asgård, hvor guderne havde lovet Freja bort til jættebygmesteren som betaling for sit arbejde. Freja omtales som "Óðr's mø", og den, der blandede ondskab i luften var Loke. Mening og tolkning af teksten er dog vanskelig, da manuskriptet på dette sted er i meget dårlig forfatning, og derfor er svært at læse.
Viktor Rydberg har foreslået en anden tolkning af strofen.  Han mener, at disse strofer i stedet er relateret til den forudgående henrettelse af Gullveig (som omtales lige før dette), og at Gullveig blev henrettet fordi, hun havde givet Freja til jætterne. Pga. digtets dårlige bevarings tilstand i netop denne del, har det ikke været muligt helt at afvise eller bekræfte Rydbergs teori.[kilde mangler]

### Þrymskviða
Þrymskviða ("Trymskvadet") er blevet dateret som et af de ældste eddadigte.[kilde mangler] Myten er et eksempel på, at jætterne efterstræbte Freja, og forsøgte at tage hende bort fra Asgård. Hrungnermyten kan være et andet eksempel på at jætterne var ude efter Freja. "Trymskvadet" begynder med at Thor en morgen finder sin hammer, Mjølner, stjålet. Sammen med Loke går han til Folkvang for at låne Frejas falkeham:
| 3. Gengu þeir fagra Freyju túna, ok hann þat orða alls fyrst of kvað: "Muntu mér, Freyja, fjaðrhams léa, ef ek minn hamar mættak hitta?". Freyja kvað: 4. "Þó munda ek gefa þér þótt ór gulli væri, ok þó selja, at væri ór silfri." | 3. Gik de til Frøjas fagre Bolig. Der tog til Orde han først sålunde: "Vil du mig, Fröja! Fjerhammen låne, om jeg min Hammer måtte hente?" Frøja. 4. "Jeg gav dig den gerne, var end den af Guld; jeg rakte den straks, og var den af Sølv." |  |

Loke tog hammen på og fløj af sted for at finde hammeren. I Jotunheim mødte han Trym, rimthursernes konge, som indrømmede at det da var ham, der havde taget den. For at levere den tilbage krævede han at Freja blev givet til ham:
| Þrymr kvað: 8. "Ek hef Hlórriða. hamar of folginn átta röstum fyr jörð neðan; hann engi maðr aftr of heimtir, nema færi mér Freyju at kvæn." | Thrym. 8. Jeg har Hlorrides (Thors) Hammer fjælet otte Raster under Jorden. Ingen Mand henter den atter, uden han fører mig Frøja til Brud. |  |

Loke vendte tilbage til Asgård, og han og Thor måtte atter tage hen til Folkvang:
| 12. Ganga þeir fagra Freyju at hitta, ok hann þat orða alls fyrst of kvað: "Bittu þik, Freyja, brúðar líni; vit skulum aka tvau í Jötunheima." | 12. Gik de den fagre Frøja at finde; tog han til Orde da allerförst: "Bind dig, Frøja! i Brudelin. Så jævnt vi da age til Jøtunhejm". |  |

Freja blev da så vred, at alle gudernes huse rystede og Brísingamen brækkede og faldt fra hendes hals.
| 13. Reið varð þá Freyja ok fnasaði, allr ása salr undir bifðisk, stökk þat it mikla men Brísinga: "Mik veiztu verða vergjarnasta, ef ek ek með þér í Jötunheima." | 13. Vred blev Frøja, og hun fnyste, så Asers Sal skælve måtte. Brisingemen brast, det tunge. "Da måtte jeg være mandlysten Mø, om med dig jeg aged til Jøtunhejm." |  |

Da Freja således nægtede at lade sig føre til Jotunheim, måtte guderne finde en anden løsning. Heimdall foreslog derpå, at Thor lånte Brísingamen og selv rejste til Jotunheim forklædt som Freja. Trym bød jublende sin brud velkommen:
| 22. Þá kvað þat Þrymr, þursa dróttinn: "Standið upp, jötnar, ok stráið bekki, nú færa mér Freyju at kván Njarðar dóttur ór Nóatúnum. 23. Ganga hér at garði gullhyrnðar kýr, öxn alsvartir jötni at gamni; fjölð á ek meiðma, fjölð á ek menja, einnar mér Freyju ávant þykkir." | 22. Mælte da Thrym, Thursekongen: "Stå op og bred mig Bænke, Jætter! Fører mig nu Frøja til Brud, Njörds Datter fra Noatun. 23. Køer med Guldhorn gå her i Gårde, sorte Øksne, Jætten til Gammen; rig er på Gods jeg, rig på Gaver. Frøja, tykkes jeg, ene mig fattes." |  |

Ved selve bryllupsfesten blev Trym chokeret over at se, at "Freja" åd en okse og otte laks og drak træ fade mjød. Loke var hurtig, og fortalte Trym, hvor meget "hun" havde længtes efter; en løgn der sandsynligvis spiller på Frejas ry som mandglad:[kilde mangler]
| 24. Var þar at kveldi of komit snemma ok fyr jötna öl fram borit; einn át oxa, átta laxa, krásir allar, þær er konur skyldu, drakk Sifjar verr sáld þrjú mjaðar. 25. Þá kvat þat Þrymr, þursa dróttinn: "Hvar sáttu brúðir bíta hvassara? Sák-a ek brúðir bíta breiðara, né inn meira mjöð mey of drekka." 26. Sat in alsnotra ambótt fyrir, er orð of fann við jötuns máli: "Át vætr Freyja átta nóttum, svá var hon óðfús í Jötunheima." | 24. Tidligt på Kvælden kom de alle; Øl blev båret op for Jætten. En Okse han åd, otte Laks og alt Lækkeri, som for Kvinderne lagdes; dertil Sivs Mand drak tre Mål Mjød. 25. Mælte da Thrym, Thursekongen: "Hvor så du Brude hvassere bide? Ej så jeg Brude æde så meget og aldrig Mø drikke mere Mjød." 26. Sad der den snilde Terne ved Siden og tog til Orde ved Jættens Tale: "Intet åd Frøja i otte Nætter; så længtes hun hid til Jøtunhejm." |  |

Til sidst gav jætterne hammeren til "Freja", denne beretning tolkes som tegn på, at den symbolsk indgik i bryllupsceremonier.
| 30. Þá kvað þat Þrymr, þursa dróttinn: "Berið inn hamar brúði at vígja, lekkið Mjöllni í meyjar kné, vígið okkr saman Várar hendi." | 30. Mælte da Thrym, Thursekongen: "Bringer mig Hamren Bruden at vie. Lægger Mjölne i Møens Knæ; vier os sammen, i Vårs Navn." |

Da tog Thor sin hammer tilbage, og dræbte Trym og hele hans slægt.
Denne myte er også overleveret i flere folkeviser, fx Thorsang fra Sverige i 18. århundrede. I denne vise kaldes Freja "frøken Frojenborg "den väna solen" (den smukke sol).

### Lokasenna
Lokasenna ("Lokes Skænderi") kendes kun fra den udgave af Ældre Edda, der kaldes Codex Regius, og mange af de forhold, der omtales i digtet kendes ikke fra andre historier. Dette forhold, kombineret med den manglende respekt som de hedenske guder omtales med, har ført til spekulationer over hvorvidt digtet er forfattet af en kristen forfatter, og måske ikke bygger på ældre før-kristne udgaver.[kilde mangler] Lee M. Hollander har foreslået, at Lokasenna blev forfattet som et humoristisk digt, og at Lokes beskyldninger ikke nødvendigvis var ’’sande’’ i forhold til den øvrige mytologi. Han baserede bl.a. sin teori på, at Lokes beskyldninger er lette at fremføre, men enten var svære at afkræfte af den angrebne part, eller også gjorde de intet for at tilbagevise det.
Digtets handling finder sted umiddelbart efter begivenhederne i Hymiskviða; Ægir har fået en kæmpe keddel, og har inviteret Aser og Alfer til gilde. Selvom han ikke er inviteret dukker Loke alligevel op. Han dræber en af Ægirs tjenere og begynder af fremsætte alskens beskyldninger mod guderne. Det udvikler sig til et skænderi, hvor gensidige beskyldninger bliver udvekslet mellem Loke og de øvrige guder og gudinder indtil Thor til sidst bryder ind. Udover Frigg og Freyja bliver andre gudinder også hånet; det drejer sig om Idun, Gefjon, Sif, Skade, og Tyrs hustru, der ellers er fuldkommen ukendt. Skænderiet mellem Freja og Loke bryder ud efter at Loke har spottet Frigg. Beskyldningerne mod Freja er koncentreret omkring hendes liderlighed, der udspringer af hendes funktion som kærlighedsgudinde:
| Freyja kvað: 29. "Ærr ertu, Loki, er þú yðra telr ljóta leiðstafi; örlög Frigg, hygg ek, at öll viti, þótt hon sjalfgi segi." Loki kvað: 30. "Þegi þú, Freyja, þik kann ek fullgörva, er-a þér vamma vant: ása ok alfa, er hér inni eru, hverr hefir þinn hór verit." Freyja kvað: 31. "Flá er þér tunga, hygg ek, at þér fremr myni ógótt of gala; reiðir ro þér æsir ok ásynjur, hryggr muntu heim fara." Loki kvað: 32. "Þegi þú, Freyja, þú ert fordæða ok meini blandin mjök, síz þik at bræðr þínum stóðu blíð regin ok myndir þú þá, Freyja, frata." | Frøja. 29. Gal er du, Loke! at om jer lede Færd du fortæller. Vel tror jeg, at Frigg al Skæbne véd, skönt hun ej selv den siger. Loke. 30. Ti du, Frøja! Fuldtvel jeg dig kender; ej er du fattig på Fejl. Aser og Alfer, som ere her inde, have alle din Elskov nydt. Frøja. 31. Falsk er din Tunge; jeg tror, at snart den dig Vanheld vil volde. Vrede er dig Aser og vrede Asynjer; ynkelig bliver din Udgang. Loke. 32. Ti du, Frøja! du falske Hex! Af Men er der meget ved dig, siden de blide Guder traf dig hos din Broder. Da blev du forfærdet, Frøja! |  |

### Hyndluljóð
Hyndluljóð ("Hyndlas sang") kendes udelukkende fra et dårligt bevaret manuskript i en sen udgave af Ældre Edda fra omkring 1400. Digtet består i realiteten af to tekster, der er skrevet sammen; hvoraf den ene del kaldes Hyndluljóð, mens den anden er det, Snorre kaldte Völuspá hin skamma. Digtet er dateret til ca. 12. århundrede.[kilde mangler] I dette digt rider Freja på ornen Hildisvini hen til jættekvinden Hyndla (lille-hun-hund) for at udspørge hende om sin protegé Óttars skæbne. Denne Óttar kan være et andet navn for Frejas husbond, Óðr. Gro Steinsland mener at Hyndluljóð blev forfattet i relation til initiationsriter i de højeste samfundscirkler. Det bygger hun bl.a. på at Freja i digtet bliver fremstillet som Óttars ledsager til en offerfest, som var en kongesøn, og Freja omtales som hans personlige gud. da Freja ankom til Hyndlas hule bød hun hende komme til Valhalla, men Hyndla opdagede hurtigt, at ornen er Óttar i forklædning:
| 6. Flá ertu, Freyja, er þú freistar mín, vísar þú augum á oss þannig, er þú hefir ver þinn í valsinni Óttar unga Innsteins bur." Freyja kvað: 7. "Dulin ertu, Hyndla, draums ætlak þér, er þú kveðr ver minn í valsinni, þar er göltr glóar Gullinbursti, Hildisvíni, er mér hagir gerðu, dvergar tveir, Dáinn ok Nabbi. | 6. Falsk er du, Frøja! at du mig frister og sådan på os med Öjne skuer; Din Elsker er skjult i: Galtens Skikkelse, Ottar den unge, Instejns Sön." Frøja. 7. "Du er en Dåre, Hyndla! Jeg tror, du drömmer, når du mener, at i Hammen en Mand sig dølger, i den glindsende Galt med gyldne Børster, i Kampens Svin, som de kløgtige Dværge Dåin og Nabbe dannet have. |  |

Hyndla tog derpå med Freja, ridende på en ulv. På vejen forklarede Freja hendes opgave, og hvordan Óttar havde havde fået hende til at hjælpe hende, da han havde bygget et hørg og ofret en okse på det:.
| 9. Þeir hafa veðjat Vala malmi Óttarr ungi ok Angantýr; skylt er at veita, svá at skati inn ungi föðurleifð hafi eftir frændr sína. 10. Hörg hann mér gerði hlaðinn steinum, -nú er grjót þat at gleri orðit; - rauð hann í nýju nauta blóði; æ trúði Óttarr á ásynjur. | 9. Ottar den unge og Anganty strides om Arv af de vælske Skatte. Så må vi det föje, at den unge Fyrste får efter Frænder sin Fædrenearv. 10. Et Alter han bygged mig op med Stene - ret som Glas monne Stenene glindse - rødt Oksers friske Blod der rinder; altid Ottar Asynjer trode. |  |

Hyndla fremsiger derpå en lang liste med heltenavne, der fremstilles som Óttars forfædre (denne sektion har formentlig været den centrale del i relation til ritualet[kilde mangler]). Herefter følger den korte udgave af Vølvens Spådom, baggrunden for denne sektion er dog usikker. I den næste del bekræfter Freja, at ornen ér Óttar i forklædning, og hun beder derpå Hyndla give Óttar en drik, der vil gøre ham i stand til at huske, hvad der lige er blevet fortalt. Det nægter jætten:
| Hyndla kvað: 30. "Snúðu braut heðan, sofa lystir mik, fær þú fátt af mér fríðra kosta; hleypr þú, Óðs vina, úti á náttum, sem með höfrum Heiðrún fari. 31. Rannt at Óði ey þreyjandi, skutusk þér fleiri und fyrirskyrtu; hleypr þú, Óðs vina, úti á náttum, sem með höfrum Heiðrún fari." | Hyndla. 46. "Drag din egen Sti; mig lyster at sove Lidet Venskab må af mig du vente. Ude du løber ved Nattetid, Elskede! ret som en Ged efter Bukke render. 47. Efter Od du løb, syg af Attrå, men flere Elskere havde dig favnet. Ude du løber ved Nattetid, Elskede! ret som en Ged efter Bukke render." |  |

Hyndla bliver nu tvunget til at give mjøden, men ikke uden at forbande drikken først. Hvilket Freja forsøger at forhindre:
| Freyja kvað: 32. "Ek slæ eldi of íviðju, svá at þú eigi kemsk á braut heðan." Hyndla kvað: 33. Hyr sé ek brenna, en hauðr loga, verða flestir fjörlausn þola; ber þú Óttari bjór at hendi eitri blandinn mjök, illu heilli." Freyja kvað: 34. "Orðheill þín skal engu ráða, þóttú, brúðr jötuns, bölvi heitir; hann skal drekka dýrar veigar; bið ek Óttari öll goð duga." | Frøja. 48. "Ildens Skin jeg om Skovkvinden lægger. Ej skal du komme ud herfra." Hyndla. 49. "Ild ser jeg brænde og Jord at flamme. Mangen må løse sit Liv af Vånde. Bær nu Ottar Øl til Hånde. Det er blandet med Edder; Ondt det ham varsler." Frøja. 50. "Dit onde Varsel skal intet virke, Jættekvinde! om end ilde du spår. Drikke han skal den dyre Drik. Alle Guder skal Ottar skærme." |  |

### Oddrúnargrátr
Oddrúnargrátr ("Oddruns klager") tilhører gruppen af heltedigte. Efter en fødsel påkalder prinsessen Borgny påkalder Frigg og Freja for at de skal velsigne barnet Oddrún.
| 8. Knátti mær ok mögr moldveg sporna, börn þau in blíðu við bana Högna; þat nam at mæla mær fjörsjúka, svá at hon ekki kvað orð it fyrra: 9. "Svá hjalpi þér hollar véttir, Frigg ok Freyja ok fleiri goð, sem þú feldir mér fár af höndum." | 7. Da kunde Svend og Mø Muldvej betræde, de glade Börn af Högnes Bane. Da mælte Møen, som var mat til Døden, så at för hun intet Ord monne tale: 8. "Så hjælpe dig alle hulde Ånder, Frigg og Frøja og flere Guder, som du nu fjærned mig Fare af Hænde." |  |

## Yngre Edda
Yngre Edda, et stort samleværk af tekster med og om hedenske nordiske myter fra ca. 1220, indeholder mange henvisninger til Freja; fx i flere citerede skjaldevers, der har rødder I den langt ældre mundtlige tradition.

### Gylfaginning
I Gylfaginning, den første bog I Yngre Edda efter prologen, bliver Freja introduceret således:
| Njörðr í Nóatúnum gat síðan tvau börn, hét sonr Freyr en dóttir Freyja. Þau váru fögr álitum ok máttug. [...] Freyja er ágætust af ásynjum, hon á þann bœ á himni er Fólkvangar heita, ok hvar sem hon ríðr til vígs, þá á hon hálfan val, en hálfan Óðinn [...] Salr hennar, Sessrýmnir, hann er mikill ok fagr. En er hon ferr, þá ekr hon köttum tveim ok sitr í reið. Hon er nákvæmust mönnum til á at heita, ok af hennar nafni er þat tignarnafn er ríkiskonur eru kallaðar fróvur. Henni líkaði vel mansöngr. Á hana er gott at heita til ásta. Gylfaginning, (Björnssons udgave) | XIII. Njård i Noatun fik senere to Børn, Sønnen Frey og Datteren Freyja. De var skønne af Ydre og mægtige. Frey er den ypperste af Aserne og raader for Regn og Solskin og Jordens Afgrøde; ham er det godt at paakalde for godt Aar og Fred; han raader ogsaa for Menneskers Velstand. Og Freyja er den ypperste af Asynjerne; hun ejer det Bo i Himlen, som hedder Folkvang, og naar hun rider til Kamp, ejer hun den halve Val, men Odin den halve, […]. Hendes Sal kaldes Sessrumnir, (Sæderummeren) den er stor og skøn. Naar hun kører, ager hun siddende i en Vogn med to Katte spændt for. Hun er bedst for Mænd at paakalde. Af hendes Navn kommer den Hæderstitel, som fornemme Koner benævnes med: Fruer. Hun fandt Behag i Elskovssang, og hende er det godt at anraabe for Elskov". |  |

| Freyja er tignust með Frigg. Hon giftist þeim manni, er Óðr heitir. Dóttir þeira er Hnoss. Hon er svá fögr, at af hennar nafni eru hnossir kallaðar, þat er fagrt er ok gersimligt. Óðr fór í braut langar leiðir, en Freyja grætr eftir, en tár hennar er gull rautt. Freyja á mörg nöfn, en sú er sök til þess, at hon gaf sér ýmis heiti, er hon fór með ókunnum þjóðum at leita Óðs. Hon heitir Mardöll ok Hörn, Gefn, Sýr. Freyja átti Brísingamen. Hon er ok kölluð Vanadís. | Freyja nyder lige saa stor Ære som Frigg. Hun ægtede den Mand, som hed Od; deres Datter hedder Hnoss, hun er saa dejlig, at alt herligt og kostbart benævnes efter hendes Navn. Od rejste langt bort, og Freyja græder derover, hendes Taarer er det røde Guld. Freyja har mange Navne, idet hun kaldte sig med forskellige Navne, da hun rejste omkring blandt ukendte Folk for at lede efter Od. Hun hedder Mardåll og Hårn, Gefn, Syr. Freyja ejede Brisingi-Smykket. En af hendes Benævnelser er Vanadis. |  |

De tre mindre guddomme, der omtales efter Freja I Gylfaginning (sektion 35) bliver ofte tolket som hendes følge,[kilde mangler] det drejer sig om Sjöfn (en kærlighedsgudinde), Lofn (gud for ægteskab) og Vár (gudinde for eder mellem mænd og kvinder).

### Skáldskaparmál
I Skáldskaparmál (Skjaldeskaberlæren) indeholder flere forklaringer på kenninger, der er knyttet til Freja:

"How should one paraphrase Freyja? Thus: by calling her Daughter of Njörðr, Sister of Freyr, Wife of Óðr, Mother of Hnoss, Possessor of the Slain, of Sessrúmnir, of the Gib-Cats, and of Brísingamen; Goddess of the Vanir, Lady of the Vanir, Goddess Beautiful in Tears, Goddess of Love." (Skáldskaparmál (20))
Flere af kenningene er relateret til guld, der symbolisre rigdom, og som derved er forbundet med frugtbarhed:
40. Gullskenningar.
Hvernig skal kenna gull? Svá, at kalla þat eld Ægis ok barr Glasis, haddr Sifjar, höfuðband Fullu, grátr Freyju, munntal ok rödd ok orð jötna, dropa Draupnis ok regn eða skúr Draupnis eða augna Freyju, otrgjöld, nauðgjald ásanna, sáð Fýrisvalla, haugþak Hölga, eldr allra vatna ok handar, grjót ok sker eða blik handar.
| Guldsagn. XXXII. Hvorledes skal man betegne Guld? Ved at kalde det Ægirs Ild og Glasirs Løv, Sifs Haar, Fullas Hovedbaand, Freyjas Graad, Jætters Mundmaal eller Stemme eller Ord, Drypnirs Draaber og Regn eller Rusk fra Drypnir eller fra Freyjas Øjne, Asernes Odderbod eller Tvangsbod, Fyrisvoldes Frø, Helgis Højtag, Haandens og alle Vandes Ild, Haandens Sten og Stenskær og Glans. |

Senere i Skáldskaparmál forklares flere kenninge for Freja med fokus på de tårer hun græd ved savnet af Od, der var af guld.

### Optrædener i prosamyter
Freja optræder også i flere af de prosamytefortællinger, der er nedskrevet I Yngre Edda.
- Krigen mellem aser og vaner blev ifølge Völuspá udløst af asernes trefoldige spidning og henrettelse af Gullveig. Krigen blev afsluttet ved en fredsaftale, der beskrives i Gylfaginning (23 & 24); aftalen betød, at begge sider udvekslede gidsler. Njörðr blev udvalgt af vanerne, og han blev sammen med sine to børn sendt til Asgård:

Hinn þriði áss er sá er kallaðr er Njörðr, hann býr á himni þar sem heitir Nóatún. Hann ræðr fyrir göngu vinds ok stillir sjá ok eld. Á hann skal heita til sæfara ok til veiða. Hann er svá auðigr ok fésæll at hann má gefa þeim auð landa eða lausafjár er á hann heita til þess. Eigi er Njörðr ása ættar. Hann var upp fœddr í Vanaheimum, en vanir gísluðu hann goðunum ok tóku í mót at ása gísli gu þann er Hœnir heitir. Hann varð at sætt með goðunum ok vönum [...] Njörðr í Nóatúnum gat síðan tvau börn, hét sonr Freyr en dóttir Freyja...
| Den tredje As hedder Njård. Han bor paa Himlen paa det Sted, som hedder Noatun. Han er Herre over Vindens Gang og stiller Sø og Ild. Til ham skal man bede paa Sørejse og paa Jagt. Han er saa rig og velhavende, at han kan give Land og Løsøre til dem, der beder ham derom. Njård er ikke af Asaslægt. Han blev opfødt i Vanahejm, og Vanerne overlod ham til Guderne som Gidsel og modtog Hønir til Gengæld fra Aserne; han stiftede Forlig mellem Guderne og Vanerne […]Njård i Noatun fik senere to Børn, Sønnen Frey og Datteren Freyja… |

Det er usikkert, hvorvidt Skade var Frejs og Frejas mor, da deres fødsel I denne tekst omtales efter beskrivelsen af Njords ægteskab med Skade.
- Da Ægir kom til Asgård, inviterede aserne ham til deres banket. I den forbindelse omtales mange guder: "Tolv, der skulde være Dommere, satte sig i Højsæder, det var: Tor, Njård, Frey, Tyr, Hejmdal, Bragi, Vidar, Vali, Ull, Hønir, Forseti, Loki. Ligeledes Asynjerne: Frigg, Freyja, Gefjun, Idun, Gerd, Sigyn, Fulla, Nanna. […] Bragi sad nærmest ved Ægir, og de drak og talte sammen. Bragi fortalte Ægir mange Begivenheder, som Aserne havde oplevet.."[60]

- Skjadedigtet Húsdrápa, der er delvist bevaret i Skáldskaparmál, henviser til flere mytologiske fortællinger, fx til den ellers ukendte fortælling om Lokes tyveri af Brísingamen. Freja beder Heimdall om at finde sit manglende smykke, han finder tyven og opdager det er Loke, der har taget form af en sæl. Heimdall omskaber sig selv til en sæl og de udkæmper en langvarig kamp på Singasteinn, som Heimdall vinder. Derpå returnerer han smykket til Freja. Loke og Heimdalls rivalisering har stor kosmologisk betydning, da de skal mødes og kæmpe til døden ved Ragnarok. Efter dette kaldes Heimdall bl.a. Loka dólg mensækir Freyju (Lokes fjende, Frejas Halssmykke-Søger), og Loke bl.a. for þjóf jötna, hafrs ok Brísingamens ok Iðunnar epla (jætternes tyv af geden, Brísingamen og Idunns æbler).[61]

Denne myte, der primært udspiller sig på havet, kan være oprindelsen til Frejas tilnavn "Mardöll" ("Hav-Glitren"), det glitrende/strålende/skinnede i navnet "-döll" (egl. lys) er måske en reference til det stjålne Brísingamen (brísinga betyder "glitrende, funklnede, flammede) på havets bund.
- Jættebygmesteren, der ejede Svadilfare, tilbød aserne at bygge en enorm mur rundt om Asgård på ét år, mod at få Freja til hustru som betaling for sit arbejde sammen med solen og månen. På Lokes råd accepterede guderne dette forslag, men da det så ud til, at jætten var I stand til at løse opgaven, måtte de overtale Loke til at snyde ham. Det gjorde han ved at omskabe sig til en hoppe og derpå forføre Svadilfare, så han ikke længere kunne hjælpe jættebygmesteren. Da han opdagede hvad der var sket, så han ikke længere var I stand til at opfylde aftalen, blev han vred og begyndte at håne guderne, hvorpå Thor dræbte ham. (Gylfaginning (41))

- Efter sit væddeløb med Odin kom jætten Hrungner til Asgård. Da Thor var fraværende begyndte han prale med hvordan kunne ødelægge hele Valhalla, dræbe alle guderne og tage Freja og Sif med sig hjem. Af alle gudinderne var det til sidst kun Freja, der var modig nok til at servere øl for Hrungner, så han kunne holdes hen indtil Thor vendte hjem. (Skáldskaparmál (17))

- Ved Balders begravelse ankom Freja I sin vogn trukket af katte sammen med Frej og Heimdall: (Gylfaginning (49))

En þessa brennu sótti margs konar þjóð, fyrst at segja frá Óðni, at með honum fór Frigg ok valkyrjur ok hrafnar hans, en Freyr ók í kerru með gelti þeim, er Gullinbursti heitir eða Slíðrugtanni, en Heimdallr reið hesti þeim, er Gulltoppr heitir, en Freyja ók köttum sínum. Þar kom ok mikit fólk hrímþursa ok bergrisar.
| Mange Slags Folk deltog i denne Baalfærd: først maa nævnes Odin, som fulgtes af Frigg, foruden hans Valkyrjer og Ravne; Frey kørte i sin Kærre, som havde Galten Gyldenbørste eller Slidetand[82] spændt for; Hejmdal red paa Hesten Guldtop, og Freyja kørte med sit Kattespand. Der kom ogsaa mange af Rimtursernes og Bjergkæmpernes Folk. |

## Sagaer
I flere af Islændingesagaerne omtales Freja i forskellige sammenhænge. Nedenfor følger et par eksempler:
- I Ynglingesaga fortælles det:

| "Dóttir Njarðar var Freyja, hon var blótgyðja, ok hon kendi fyrst með Ásum seið, sem Vönum var títt. Þá er Njörðr var með Vönum, þá hafði hann átta systr sína því at þat váru þar lög; váru þeirra börn Freyr ok Freyja. En þat var bannat með Ásum at byggja svá náit at frændsemi." | " Frøya; ho var blotgydju´, og ho lærde fyrst Æsine seid, som var skikk hjaa Vanine. Daa Njord var hjaa Vanine, hadde han vori gift med syster si; for slik var lovi der. Borni deira var Frøy og Frøya. Men hjaa Æsine var de forbodi aa gifta seg med so nært skyldfolk.." |  |

Efter de mandlige guder og mytologiske konger i Norden, Odin, Njord og Frej, var døde var Freja nu den sidste tilbageværende af guderne:
| "Freyja hélt þá upp blótum, því at hon ein lifði þá eptir goðanna, ok varð hon þá hin frægsta, svá at með hennar nafni skyldi kalla allar konur tignar, svá sem nú heita frúvor. Svá heitir ok hver freyja yfir sinni eign, en sú húsfreyja, er bú á. Freyja var heldr marglynd; Óðr hét bóndi hennar, dætr hennar hétu Hnoss ok Gersemi; þær váru fagrar mjög: af þeirra nafni eru svá kallaðir hinir dýrstu gripir." | "Frøya heldt daa ved med blotingi, for di at ho var den einaste av gudane som livde etter, og ho vart daa utifraa namngjeti, so dei skulde kalla alle høgsette konur, som no heiter fruvur, etter hennar namn. Soleis heiter og kvar kone fruve yvi sin eigedom, men den som eig hus heiter husfru. Frøya var heller lauslynd. Odd heitte husbonden hennar, døtrane hennar heitte Noss og Gjerseme; dei var overlag væne, etter deira namn kallar dei no soleis dei dyraste eignalutine." |  |

- I Egils saga findes en reference, til det der sandsynligvis er en forestilling om en dødsrige hos Freja, da Egils datter truer med at begår selvmord (se ovenfor).

- I Hálfs saga beder dronning Signy, Kong Alfreks kone, Freja om hjælp I forbindelse med en ølbrygningskonkurrence. Hendes modstander, Geirhild, fik imidlertid hjælp af Odin, der gav hende sit spyt. Derfor tabte Signy:

- I Friðþjófs saga ins frækna refereres der til historien om Freja og Od:

## Gesta Danorum
I Saxo Grammaticuss Gesta Danorum optræder en smuk kvinde ved navn Syritha, som blev efterstræbt af en jætte, der ville giftes med hende. Hun må sætte ud på en lang rejse for at finde helten Otharus, der havde dræbt jætten for at redde hende. Historien er med meget stor sandsynlighed baseret på myten om Freja (Syritha er en latiniseret form af Sýr), som søger efter sin ægtemand Óðr (latiniseret som Otharus).

## Folkloristiske traditioner
Landbobefolkningen i Norden forblev længe efter religionsskiftet afhængige af naturens kræfter, og de gamle frugtbarhedsguder bibeholdt derfor meget af deres af betydning selvom man officielt var blevet kristne. Fx kan der I traditioner fra 19. århundredes Sverige stadig spores forestillinger om Freja som frugtbarhedsgudinde. Fra Småland stammer fx denne beretning om hvordan hun blev forbundet med kornmod:
| Jag minns en söndag på 1880-talet, det var några gubbar ute och gick bland åkrarna och tittade på rågen som snart var mogen. Då sa Måns i Karryd: "Nu ä Fröa ute å sir ätter om råjen är mogen." [...] När jag som liten pojke satt hos den gamla Stolta-Katrina, var jag som alla dåtida barn mycket rädd för åskan. När kornblixtarna syntes om kvällarna, sade Katrina: "Du sa inte va rädd barn lella, dä ä bara Fröa som ä ute å slår ell med stål å flenta för å si etter om kornet ä moet. Ho ä snäll ve folk å gör dä bare för å hjälpa, ho gör inte som Tor, han slår ihjäl både folk å fä, när han lynna [...] Jag har sedan hört flera gamla tala om samma sak, på ungefär samma sätt. | Jeg mindes en søndag i 1880’erne, der var nogle mænd ude at gå i markerne, for at se efter om rugen var moden. Da sagde Måns i Karryd: "Nu er Freja ude at se efter om rugen er moden " [...] Da jeg som lille dreng sad hos den gamle Stolte-Katrina, var jeg som alle datidens børn meget bange for lyn. Da kornmod kunne ses om aftenen, sagde Katrina: "Du skal ikke være bange barnlille, det er bare Freja, som er ude for at slå ild med stål og flint for at se efter om kornet er modent. Hun er flink ved folk, og gør det bare for at hjælpe, hun gør ikke som Thor, han slår både folk og fæ ihjel når han lyner " [...] Jeg har senere hørt flere gamle fortælle de samme ting på næsten samme måde. |  |

Fra Värend stammer en tradition om, at Freja kunne komme juleaften, hvor hun plejede at ryste æbletræerne for at sørge for en god høst; derfor var det skik at eflerlade lidt æbler i træerne for hendes skyld. Det var dog også farligt, at efterlade en plov udendørs, fordi hvis Freja satte sig på den, så var den ikke længere til nytte.

## Eponymer

### Personnavne
Freja (og dets variantformer) er et almindeligt kvindenavn i Skandinavien; i 2006 var Freja fx det 5. mest populære navn for piger født det år. I 2008 var navnet endda blevet endnu mere populært, da det var nået op på 2. pladsen over populære navne, og i 2009 opnåede navnet Freja en 1. plads blandt populære pigenavne i Danmark. Freya var i 2006 det 23. mest populære pigenavn i England og Wales, I 2007 var det nummer 25.

### Stednavne
Mange gårde i Norge har Frøy- som det første element i deres navn; det mest almindelige er Frøyland (13 gårde). Hvorvidt Frøy- i disse navne stammer fra gudinde Freja (eller fra hendes bror Frej) er imidlertid omdiskuteret. Det første element i navnet Frøyjuhof, i Udenes sogn, er dog sandsynligvis en genitivform af navnet Freja, mens det sidste element er et hov (helligdom). I middelalderen blev der bygget en kirke på gården, hvilket kan tyde på, at stedet havde betydning som helligsted. Det samme navn, Frøyjuhof, forekommer også i sognene Hole og Stjørdal i Norge. Der er også to øer ved navn Frøya i Norge.
I Seim i Hordaland, Norge, ligger gården Ryland (norrønt Rýgjarland). Det første element er genitivformen af rýgr 'frue' (identisk betydningen af navnet Freja, se ovenfor). Da de omliggende gårde har navne som Hopland (norrønt Hofland 'tempelland') og Totland (norrønt Þórsland 'Thorsland'), er det muligt at rýgr (frue) her her refererer til en gudinde (sandsynligvis Freja).[kilde mangler]

### Planter
Flere planter er opkaldt efter Freja, fx Polygala vulgaris. Blomsten kaldes også Jomfruhår eller Marias hår, men blev tidligere kaldt Frejas hår. Lindetræer kendes også som Frejas træer, da det blev associeret med kærlighed. Også hyldetræet er forbundet med Freja. 

### Fredag
Oprindelsen til navnet på ugedagen fredag er den germanske oversættelse af den romerske ugedag dies Veneris (Venus’ dag. Fra oldhøjtysk kendes formen Frīatag (moderne tysk: Freitag, nederlandsk: Vrijdag), der peger på en oprindelse i den vestgermanske udgave af Freja. Fra angelsaksisk kendes formen frigedæg, der snarere peger på Frigg, som guddommen bag navnet. Dette sammenfald er blevet tolket som tegn på en tidligere identifikation mellem gudinderne Freja og Frigg.[kilde mangler] På dansk, svensk og norsk bruges i dag formen Fredag, der bygger på enten Freja eller Frej.[kilde mangler] Fra de nordiske sprog er navnet blevet adopteret i estisk som reede.[kilde mangler]

### Videnskab
Grundstoffet Vanadium er opkaldt efter Freja via hendes alternative navn Vanadís. Stjernebilledet Orion blev tidligere i Norden kaldet Friggs eller Frejas spinderok.

## Der er et yndigt land
I den danske fædrelandssang "Der er et yndigt land" optræder Freja. I første vers hedder det "og det er Frejas sal". "Frejas sal" er altså en metafor for Danmark som rum for frugtbarhed og kærlighed.

## Freja i den moderne kultur
"Freia" optræder som figur i Richard Wagners massive opera cyklus, Nibelungens Ring. I dette værk er Freja Friggs søster, og er gudinde for skønhed og vogter af de gyldne æbler. Da hun fanges og bortføres af jætterne Fasolt og Fafnir mister guderne hurtigt deres ungdom og bliver gamle og grimme. Odin må derfor betale en stor løsesum, som inkluderede Tarnhelm og Nibelungernes ring. Den måtte han røve fra Alberich for at få igen. Siden er der lavet flere portrætter af Freja, baseret på Wagners fortolkning, hvoraf nogle dog er tættere på den hedenske udgave.